# Aglomeracja rybnicko-jastrzębska

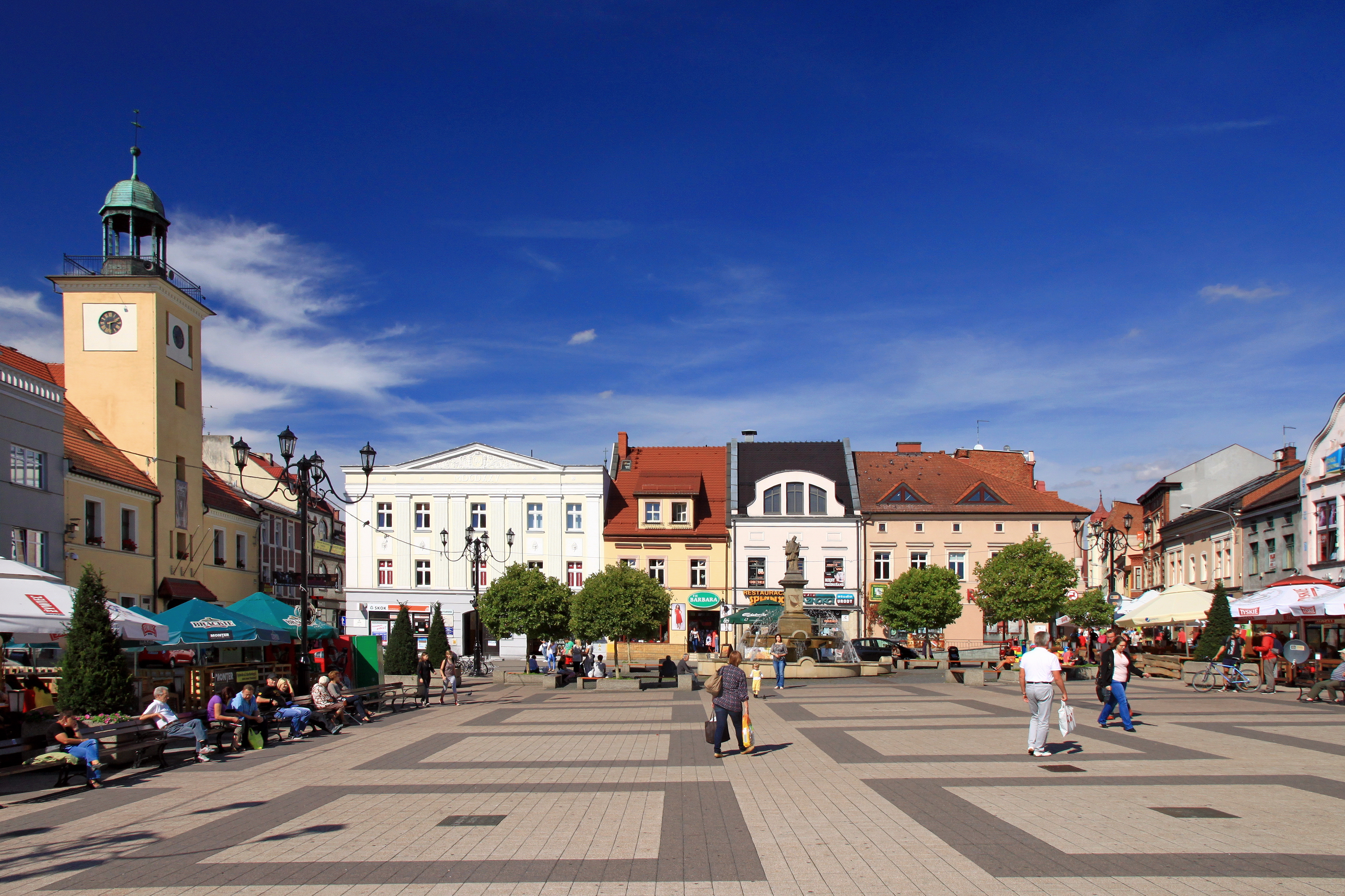
Rybnik

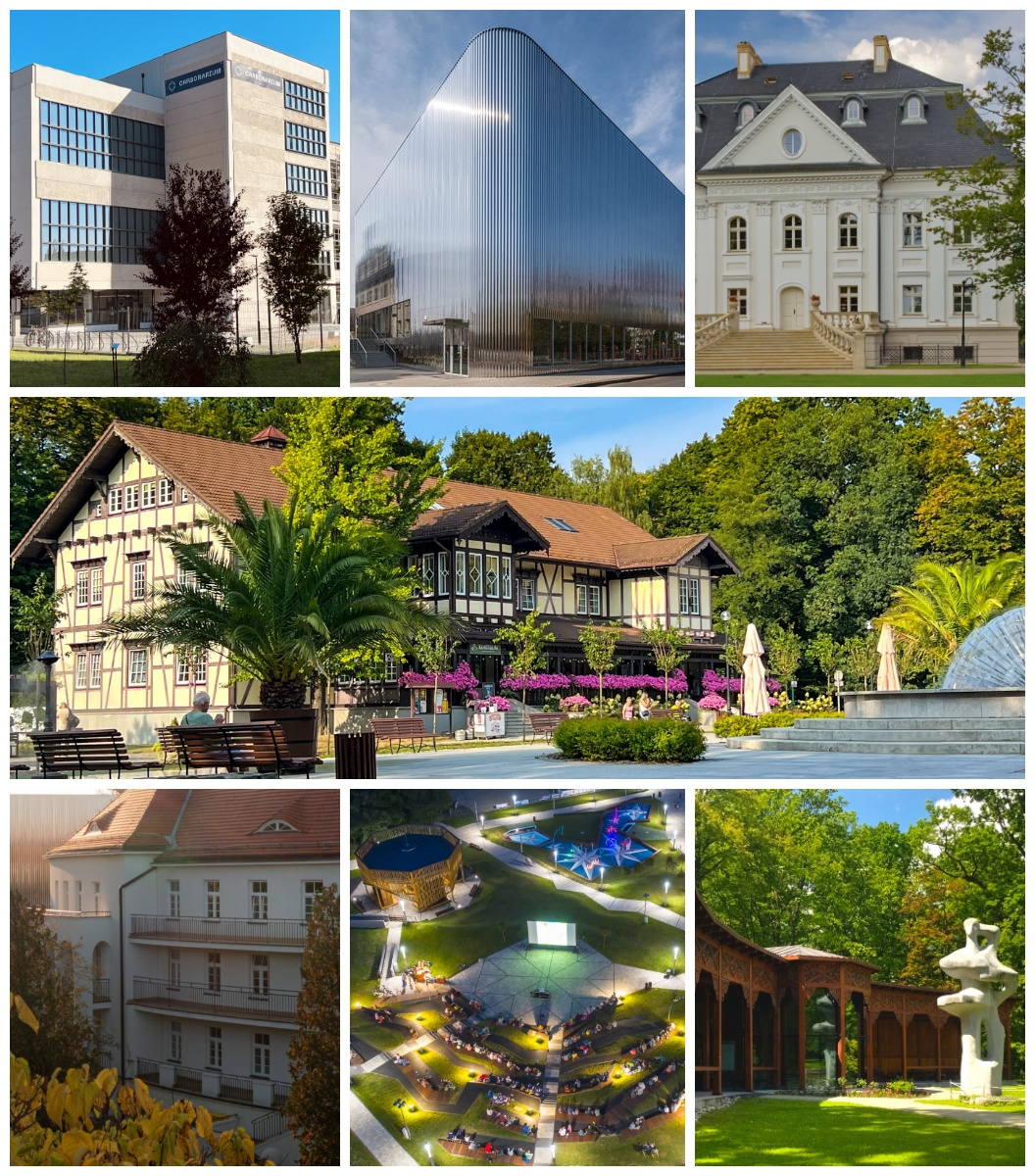
Jastrzębie-Zdrój

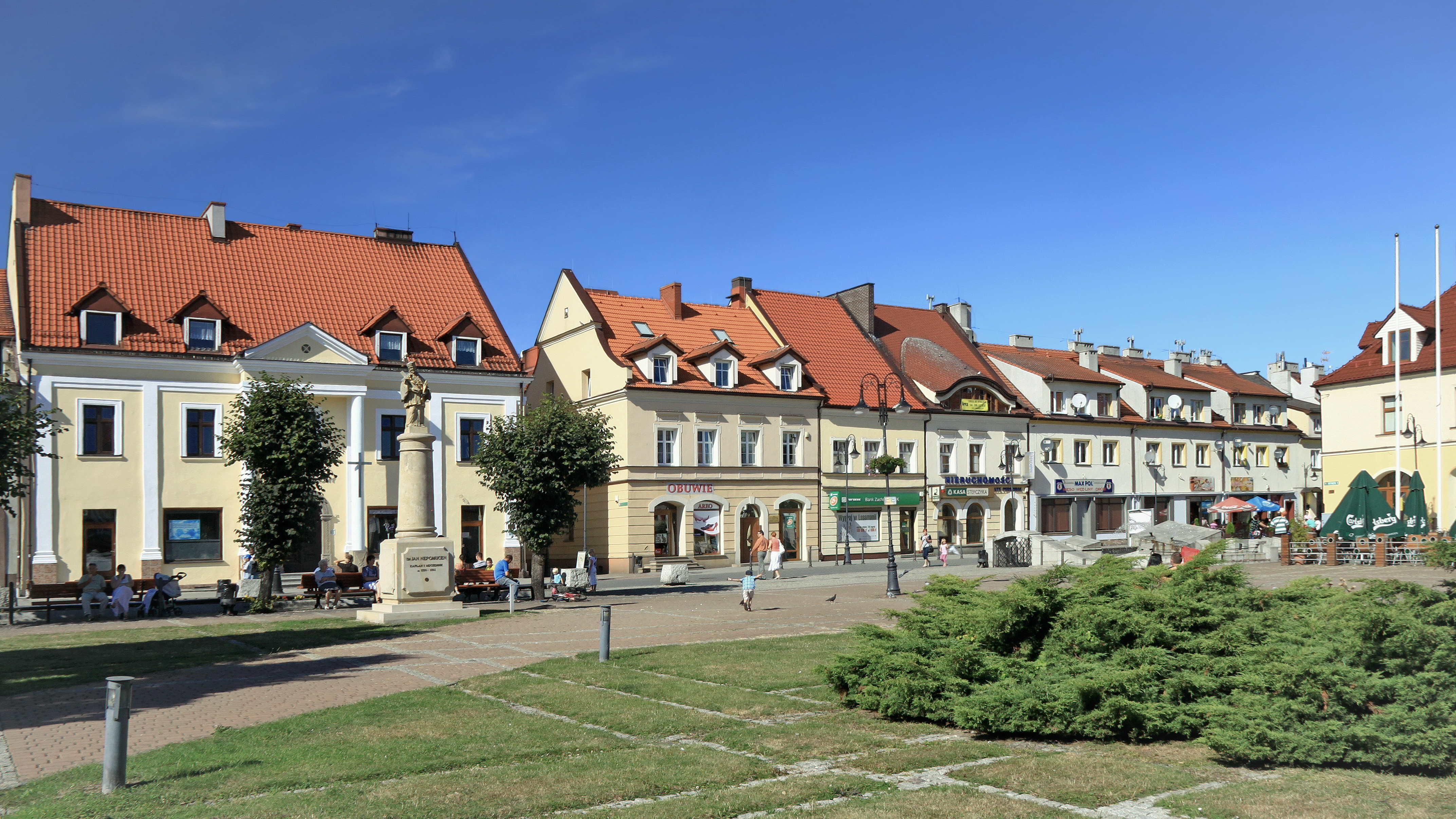
Żory

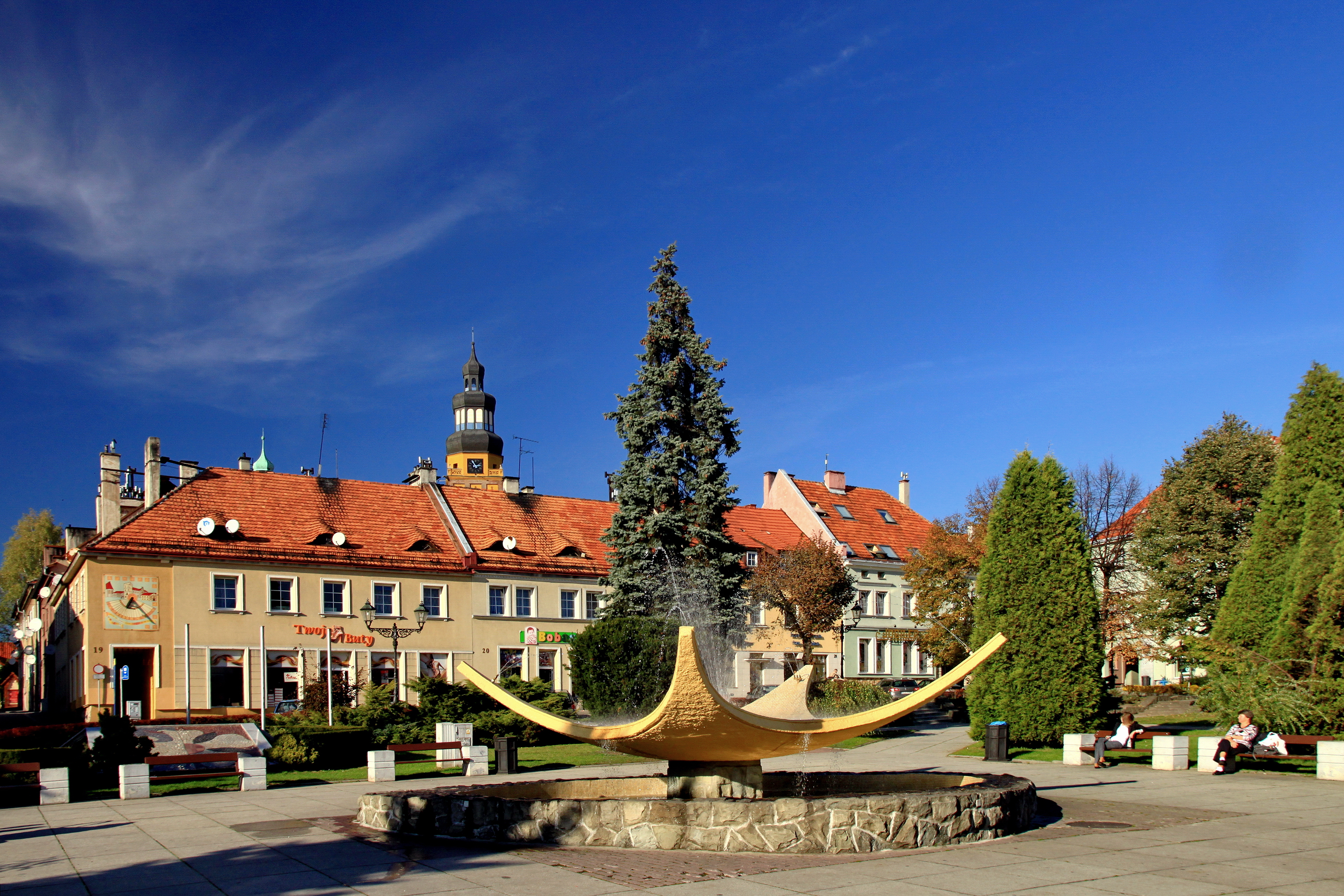
Wodzisław Śląski

Aglomeracja rybnicko-jastrzębska (też konurbacja rybnicka, wcześniej w niektórych źródłach określana jako aglomeracja rybnicka) – konurbacja w zachodniej części województwa śląskiego, której obszary śródmiejskie stanowią duże miasta na prawach powiatu: Rybnik, Jastrzębie-Zdrój i Żory oraz przyległe gminy miejskie: Pszów, Radlin, Rydułtowy i Wodzisław Śląski.

## Koncepcje aglomeracji

### Aglomeracja według urzędu marszałkowskiego
W 2004 Urząd Marszałkowski województwa śląskiego wskazał obszary śródmiejskie aglomeracji rybnicko-jastrzębskiej, którą obejmują Jastrzębie-Zdrój, Pszów, Radlin, Rybnik, Rydułtowy, Wodzisław Śląski i Żory.
Wydział Planowania Strategicznego i Przestrzennego Urzędu Marszałkowskiego ocenił, że aglomeracja stanowi silny gospodarczo, kulturalnie i naukowo ośrodek węzłowy powiązany z aglomeracją ostrawską i województwem opolskim.
Stwierdzono, że aglomeracja rybnicko-jastrzębska wykazuje tendencje do rozwoju policentrycznego z ośrodkiem w Rybniku i do wzrostu liczby mieszkańców aglomeracji, a także do rozwoju osadnictwa w korytarzach transportowych łączących aglomerację z Czechami i aglomeracją ostrawską poprzez dawne przejście graniczne w Chałupkach.
| Gmina                                                            | Liczba ludności (2020-12-31) [osób] | Powierzchnia (2020-01-01) [km²] | Gęstość zaludnienia [osób/km²] |
| ---------------------------------------------------------------- | ----------------------------------- | ------------------------------- | ------------------------------ |
| Jastrzębie-Zdrój                                                 | 83 477                              | 85,33                           | 978,2                          |
| Pszów                                                            | 13 844                              | 20,44                           | 677,3                          |
| Radlin                                                           | 17 759                              | 12,53                           | 1417,3                         |
| Rybnik                                                           | 131 744                             | 148,36                          | 896                            |
| Rydułtowy                                                        | 21 514                              | 14,95                           | 1451,5                         |
| Wodzisław Śląski                                                 | 45 571                              | 49,5                            | 920                            |
| Żory                                                             | 64 839                              | 64,59                           | 973                            |
| Razem aglomeracja (obszar śródmiejski)                           | 377 480                             | 395,7                           | 953,95                         |
| gmina Gaszowice                                                  | 9 524                               | 19,54                           | 479,8                          |
| gmina Jejkowice                                                  | 4 078                               | 7,59                            | 537,3                          |
| gmina Marklowice                                                 | 5 412                               | 13,69                           | 395,3                          |
| gmina Mszana                                                     | 7 582                               | 31,22                           | 242,9                          |
| gmina Świerklany                                                 | 12 249                              | 24,02                           | 506,8                          |
| Razem obszar funkcjonalny (obszar śródmiejski wraz z otoczeniem) | 416 325                             | 491,76                          | 846,6                          |

### Strefa oceny jakości powietrza
W ujęciu Prawa ochrony środowiska określono strefę, w której dokonuje się oceny jakości powietrza o nazwie 'aglomeracja rybnicko-jastrzębska' (kod strefy PL.24.02.a.03), która obejmuje 3 miasta na prawach powiatu: Jastrzębie-Zdrój, Rybnik, Żory, umiejscawiając tereny powiatu wodzisławskiego i raciborskiego oraz część powiatu rybnickiego w strefie 'raciborsko-wodzisławskiej'. Strefa 'raciborsko-wodzisławska' liczy ok. 341 000 mieszkańców.

## Obszar funkcjonalny

### Według urzędu marszałkowskiego
Z aglomeracją funkcjonalnie powiązane są przyległe gminy: gm. Gaszowice, gm. Jejkowice, gm. Marklowice, gm. Mszana i gm. Świerklany oraz ośrodek regionalny Racibórz, wspomagający jej rozwój. 

### Według P. Swianiewicza oraz U. Klimskiej
W 2005 Paweł Swianiewicz oraz Urszula Klimska wyznaczyli obszar metropolitalny aglomeracji rybnicko-jastrzębskiej (z okolicznymi gminami), który w 2002 zamieszkiwało 507 tys. osób. Przy wyznaczaniu aglomeracji przeprowadzono delimitację obszarów przyległych, uwzględniając saldo migracji w latach 1998–2002, gęstość zaludnienia (w 2002), współczynnik zatrudnienia związany z natężeniem dojazdów.

### Według projektu ESPON
Według projektu ESPON obszar funkcjonalny aglomeracji (FUA, ang. Functional Urban Area) w 2002 zamieszkiwało 526 tys. osób.